# Samuel Beckett-brug
De Samuel Beckett-brug (Iers: Droichead Samuel Beckett) is een verkeersbrug over de rivier de Liffey in Dublin. Het is de een-na-laatste overspanning over de rivier. Stroomopwaarts ligt de voetgangersbrug Seán O'Casey-brug en stroomafwaarts de tolbrug East-Link Bridge.

## Ontwerp en bouw
De Samuel Beckett-brug is een tuibrug met 31 dragende kabels verbonden aan een dubbele gebogen piloon welke doet denken aan een harp, het nationale symbool van Ierland. De stroomopwaarts gebouwde James Joyce-brug is ook ontworpen door architect Santiago Calatrava.
De constructie van de brug is uitgevoerd door de joint venture Graham Hollandia, bestaande uit Graham Construction en het Nederlandse Hollandia. De stalen hoofdstructuur van de brug is gebouwd door Hollandia in Krimpen aan den IJssel en vervolgens per schip vervoerd naar Dublin.
Het brugdek biedt ruimte aan vier verkeersbanen en twee wandelpaden. Via een draaimechanisme in de voet van de piloon kan de brug geopend worden door de hoofdoverspanning 90° te draaien.

## Opening
De brug werd op 10 december 2009 geopend door de burgemeester van Dublin Emer Costello. De brug is vernoemd naar de Ierse schrijver Samuel Beckett. Op de dag van de opening, 10 december, was de brug alleen open voor voetgangers, pas de volgende ochtend mocht ook het wegverkeer gebruik gaan maken van de brug.
Critici merkten op dat de nieuwe brug weliswaar twee gereserveerde busbanen had, maar dat er geen buslijn daadwerkelijk gebruikmaakte van de brug.